# Ecclinusa
Ecclinusa es un género con once especies de plantas con flores de la familia de las sapotáceas. Es originario de América tropical.

## Especies
- Ecclinusa atabapoensis (Aubrév.) T.D.Penn., Fl. Neotrop. Monogr. 52: 627 (1990).
- Ecclinusa bullata T.D.Penn., Fl. Neotrop. Monogr. 52: 634 (1990).
- Ecclinusa dumetorum (Baehni) T.D.Penn., Fl. Neotrop. Monogr. 52: 635 (1990).
- Ecclinusa guianensis Eyma, Recueil Trav. Bot. Néerl. 33: 203 (1936).
- Ecclinusa lanceolata (Mart. & Eichler ex Miq.) Pierre, Not. Bot.: 57 (1891).
- Ecclinusa lancifolia (Mart. & Eichler ex Miq.) Eyma, Recueil Trav. Bot. Néerl. 33: 202 (1936).
- Ecclinusa orinocoensis Aubrév., Mem. New York Bot. Gard. 23: 216 (1972).
- Ecclinusa parviflora T.D.Penn., Fl. Neotrop. Monogr. 52: 628 (1990).
- Ecclinusa psilophylla Sandwith, Bull. Misc. Inform. Kew 1931: 481 (1931).
- Ecclinusa ramiflora Mart., Flora 22(Beibl. 1): 2 (1839).
- Ecclinusa ulei (K.Krause) Gilly ex Cronquist, Bull. Torrey Bot. Club 73: 311 (1946).

## Sinonimia
- Ecclimusa Mart. ex A.DC. in A.P.de Candolle, Prodr. 8: 156 (1844), orth. var.

Passaveria Mart. & Eichler ex Miq. in C.F.P.von Martius & auct. suc. (eds.), Fl. Bras. 7: 85 (1863). 